# شرابة الحرير الكونغدونية
شرابة الحرير الكونغدونية (الاسم العلمي:Garrya congdonii) هو نوع من النباتات يتبع جنس شرابة الحرير من فصيلة شرابات الحرير.